# Women against feminism
Femmes contre le féminisme (ou #WomenAgainstFeminism) est un mouvement ayant pour but la défense de la capacité de vivre et de travailler en partenariat avec les hommes. Ce groupe partage des idéaux égaux avec les antiféministes ; le partenariat est unifié dans le rejet du féminisme, ou plus précisément du féminisme dit « de la 3e vague ». Sur internet, l’hashtag #WomenAgainstFeminism est normalement accompagné d'un selfie, brandissant des affiches manuscrites indiquant les raisons pour lesquelles elles désapprouvent le féminisme moderne. La plupart des articles commencent par la déclaration « Je n'ai pas besoin de féminisme parce que », suivie de leurs raisons.

## Origine et contenu
La campagne des « Femmes contre le féminisme » a été lancée sur Tumblr en juillet 2013, probablement en réponse à la campagne intitulée  Who Needs Feminism (Qui a besoin du féminisme). Selon la BBC, le mouvement est une communauté en ligne qui utilise les médias sociaux pour qualifier le « féminisme » de mouvement « toxique ». Après cela, la créatrice originale de la page Tumblr « Women Against Feminism » a choisi de rester anonyme en raison du harcèlement en ligne et des réactions violentes qu'elle a rencontrées pour ses idées. En outre, selon The Daily Dot, la campagne a pris de l'ampleur en juillet et août 2014, lorsque plusieurs chroniqueurs et blogueurs éminents ont attiré l'attention des médias.
Un article du 12 septembre 2017 sur le blog Women Against Feminism intitulé « What is Feminism? » retrace les arguments des partisans du blog. Une membre de la communauté et écrivaine appelée Jinna déclare : « Si on demandait aux Femmes contre le féminisme si elles pensent que les hommes et les femmes devraient avoir les mêmes droits humains et l'égalité devant la loi, la réponse serait un « oui » retentissant ». Le blog soulève un problème avec la pratique moderne du féminisme plutôt qu'avec la définition fondamentale du féminisme, car « le féminisme de la 3e vague n'est pas le féminisme ». Il fait valoir que tant que les hommes et les femmes sont égaux devant la loi, le féminisme n'est pas nécessaire, favorise la misandrie et détourne l'attention des droits des hommes.
Une des campagnes menées est la dénonciation de la médiatisation du manspreading, mentionnée notamment par Cathy Young dans un article du Time de 2014 intitulé Stop fem-splaining.

## Réception
Ce mouvement a attiré beaucoup de soutiens,,,,, mais également des détracteurs, notamment dans les médias,,,,,. À compter du 19 août 2014, la page Facebook du mouvement a reçu 21 000 « j'aime ».